# Shadow of the Moon
Shadow of the Moon, é o álbum de estreia da banda Blackmore's Night lançado em 1997 pela gravadora SPV GmbH.

## Faixas
| N.º            | Título                | Duração |  |
| 1.             | "Shadow of the Moon"  | 5:06    |  |
| 2.             | "The Clock Ticks On"  | 5:15    |  |
| 3.             | "Be Mine Tonight"     | 2:51    |  |
| 4.             | "Play Minstrel Play"  | 3:59    |  |
| 5.             | "Ocean Gypsy"         | 6:06    |  |
| 6.             | "Minstrel Hall"       | 2:36    |  |
| 7.             | "Magical World"       | 4:02    |  |
| 8.             | "Writing on the Wall" | 4:35    |  |
| 9.             | "Renaissance Faire"   | 4:16    |  |
| 10.            | "Memmingen"           | 1:05    |  |
| 11.            | "No Second Chance"    | 5:39    |  |
| 12.            | "Mond Tanz"           | 3:33    |  |
| 13.            | "Spirit of the Sea"   | 4:50    |  |
| 14.            | "Greensleeves"        | 3:47    |  |
| 15.            | "Wish You Were Here"  | 5:02    |  |
| Duração total: | Duração total:        | 60:02   |  |

## Curiosidades
- A faixa "Play Minstrel Play" é um arranjo de uma canção tradicional francesa do Século XV chamada Tourdion - Quand je bois du vin Claret;
- A faixa "Magical World" é um arranjo de uma canção tradicional natalina medieval da Inglaterra chamada The Gloucestershire Wassail;
- A faixa "Renaissance Faire" é um arranjo para a obra Basse Danse Begeret, do compositor renascentista alemão Tielman Susato (1500-1561).